# Marathon van Berlijn 2018
De marathon van Berlijn 2018 vond plaats op zondag 16 september 2018. Het was de 45e editie van deze marathon. 
De wedstrijd werd bij de mannen gewonnen door de Keniaan Eliud Kipchoge in 2:01.39. Met deze tijd werd een nieuw wereldrecord gevestigd, dat sinds 2014 in handen was van landgenoot Dennis Kimetto.
De wedstrijd bij de vrouwen werd gewonnen door Gladys Cherono in 2:18.11, een nieuw parcoursrecord en de vierde snelste vrouw aller tijden.

## Uitslagen

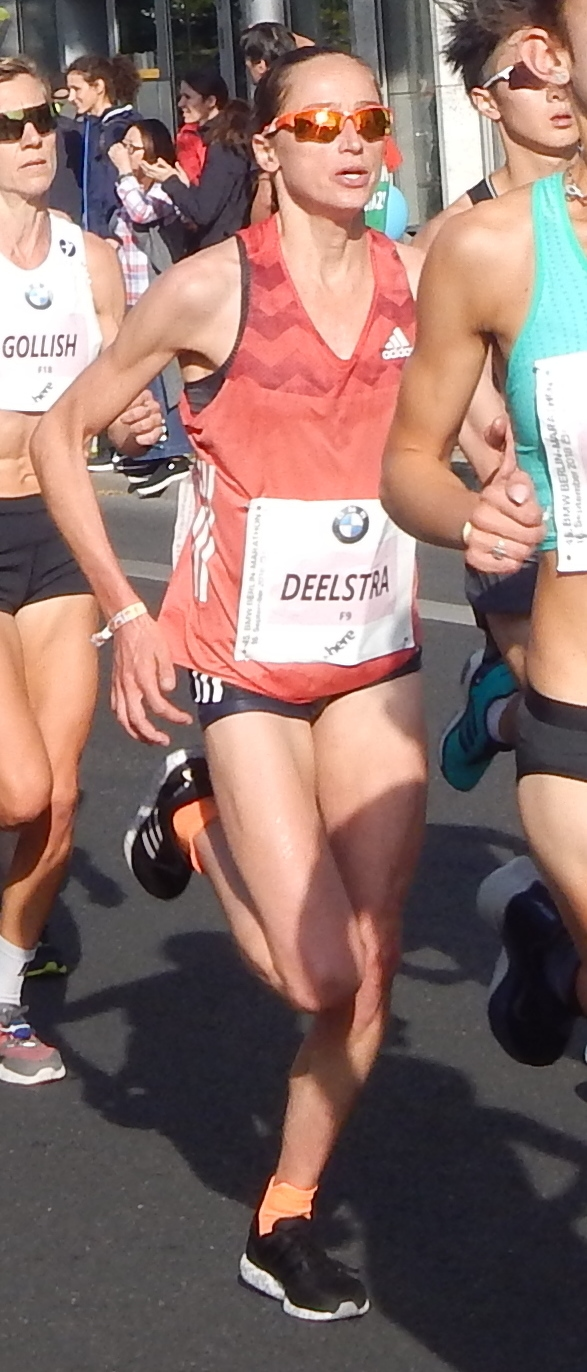
Andrea Deelstra, Marathon van Berlijn 2018

Mannen
| rang   | naam                    | land | tijd    |
| ------ | ----------------------- | ---- | ------- |
| Goud   | Eliud Kipchoge          | KEN  | 2:01.39 |
| Zilver | Amos Kipruto            | KEN  | 2:06.23 |
| Brons  | Wilson Kipsang          | KEN  | 2:06.48 |
| 4      | Shogo Nakamura          | JPN  | 2:08.16 |
| 5      | Zersenay Tadese         | ERI  | 2:08.46 |
| 6      | Yuki Sato               | JPN  | 2:09.18 |
| 7      | Okubay Tsegay           | ERI  | 2:09.56 |
| 8      | Daisuke Uekado          | JPN  | 2:11.07 |
| 9      | Wily Canchanya          | PER  | 2:12.57 |
| 10     | Bart van Nunen          | NED  | 2:13.09 |
| 11     | Wellington Da Silva     | BRA  | 2:13.43 |
| 12     | Vagner Da Silva Noronha | BRA  | 2:14.57 |
| 13     | Fernando Cabada         | USA  | 2:15.00 |
| 14     | Nick Van Peborgh        | BEL  | 2:15.04 |
| 15     | Thomas De Bock          | BEL  | 2:15.19 |
| 16     | Kenta Murayama          | JPN  | 2:15.37 |
| 17     | Brendan Martin          | USA  | 2:16.26 |
| 18     | Malcolm Hicks           | NZL  | 2:16.28 |
| 19     | Paul Martelletti        | NZL  | 2:16.39 |
| 20     | Julian Spence           | AUS  | 2:17.29 |

Vrouwen
| rang   | naam               | land | tijd    |
| ------ | ------------------ | ---- | ------- |
| Goud   | Gladys Cherono     | KEN  | 2:18.11 |
| Zilver | Ruti Aga           | ETH  | 2:18.34 |
| Brons  | Tirunesh Dibaba    | ETH  | 2:18.55 |
| 4      | Edna Kiplagat      | KEN  | 2:21.18 |
| 5      | Mizuki Matsuda     | JPN  | 2:22.23 |
| 6      | Helen Tola         | ETH  | 2:22.48 |
| 7      | Honami Maeda       | JPN  | 2:25.23 |
| 8      | Carla Salomé Rocha | POR  | 2:25.27 |
| 9      | Miyuki Uehara      | JPN  | 2:25.46 |
| 10     | Rei Ohara          | JPN  | 2:27.29 |
| 11     | Rachel Cliff       | CAN  | 2:28.53 |
| 12     | Lyndsay Tessier    | CAN  | 2:30.47 |
| 13     | Inés Melchor       | PER  | 2:32.09 |
| 14     | Andrea Deelstra    | NED  | 2:32.41 |
| 15     | Dawn Grunnagle     | USA  | 2:34.56 |
| 16     | Emma Spencer       | USA  | 2:37.05 |
| 17     | Cristina Jordán    | ESP  | 2:37.14 |
| 18     | Teresa Montrone    | ITA  | 2:37.35 |
| 19     | Caitlin Phillips   | USA  | 2:37.48 |
| 20     | Matea Parlov       | CRO  | 2:38.05 |

1974 ·
1975 ·
1976 ·
1977 ·
1978 ·
1979 ·
1980 ·
1981 ·
1982 ·
1983 ·
1984 ·
1985 ·
1986 ·
1987 ·
1988 ·
1989 ·
1990 ·
1991 ·
1992 ·
1993 ·
1994 ·
1995 ·
1996 ·
1997 ·
1998 ·
1999 ·
2000 ·
2001 ·
2002 ·
2003 ·
2004 ·
2005 ·
2006 ·
2007 ·
2008 ·
2009 ·
2010 ·
2011 ·
2012 ·
2013 ·
2014 ·
2015 ·
2016 ·
2017 ·
2018